# Hjalmar Erikson

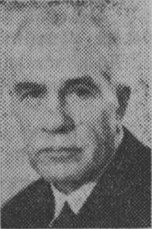
Hjalmar Erikson

Karl Hjalmar Erikson (stavas ibland felaktigt Eriksson) , född 28 februari 1873 i Järnboås församling, Örebro län, död 11 februari 1953 i Täby församling, Stockholms län, var en svensk byggnadsingenjör och arkitekt.
Efter examen 1897 innehade han anställning hos arkitektfirman Dorph & Höög i Stockholm, samtidigt som han var lärare på byggnadsyrkesskolan vid Tekniska skolan. Åren 1904–1905 var han biträdande arbetsledare vid uppförandet av Restads hospital, varefter han drev egen arkitekt- och byggnadsbyrå i Stockholm. Han har utfört ritningar till och uppfört ett flertal fastigheter i såväl Stockholm som landsorten.